# مانجیندر ویرک
مانجیندر ویرک (انگلیسی: Manjinder Virk) بازیگر، کارگردان و نویسنده هندی‌تبار اهل انگلستان است.
از فیلم‌ها یا برنامه‌های تلویزیونی که وی در آن نقش داشته‌است می‌توان به حرکت اشتباه، اسکینز، شهر هالبی و آدمکشان میدسامر اشاره کرد.